# Gabriel Pareyon
Gabriel Pareyon, mehiški skladatelj in muzikolog, * 23. oktober 1974, Zapopan, Jalisco, Mehika. 
Pareyon objavlja literaturo na temo filozofije in jezikoslovja. Ima doktorat iz muzikologije, ki ga je pridobil na Univerzi v Helsinkih, kjer je študiral pri Eeri Tarasti (2006-2011). Prejel je diplomo in opravil magisterij iz kompozicije na Kraljevem konservatoriju v Haagu (2000-2004), kjer je študiral pri Clarencu Barlowu. Izpopolnjeval se je tudi na delavnici skladateljev Državnega Konservatorija za glasbo v Mexico Cityu (1995-1998).

## Teoretično delo
- G. Pareyon (2011), On Musical Self-Similarity Arhivirano 2017-02-08 na Wayback Machine.